# Climat du Pakistan

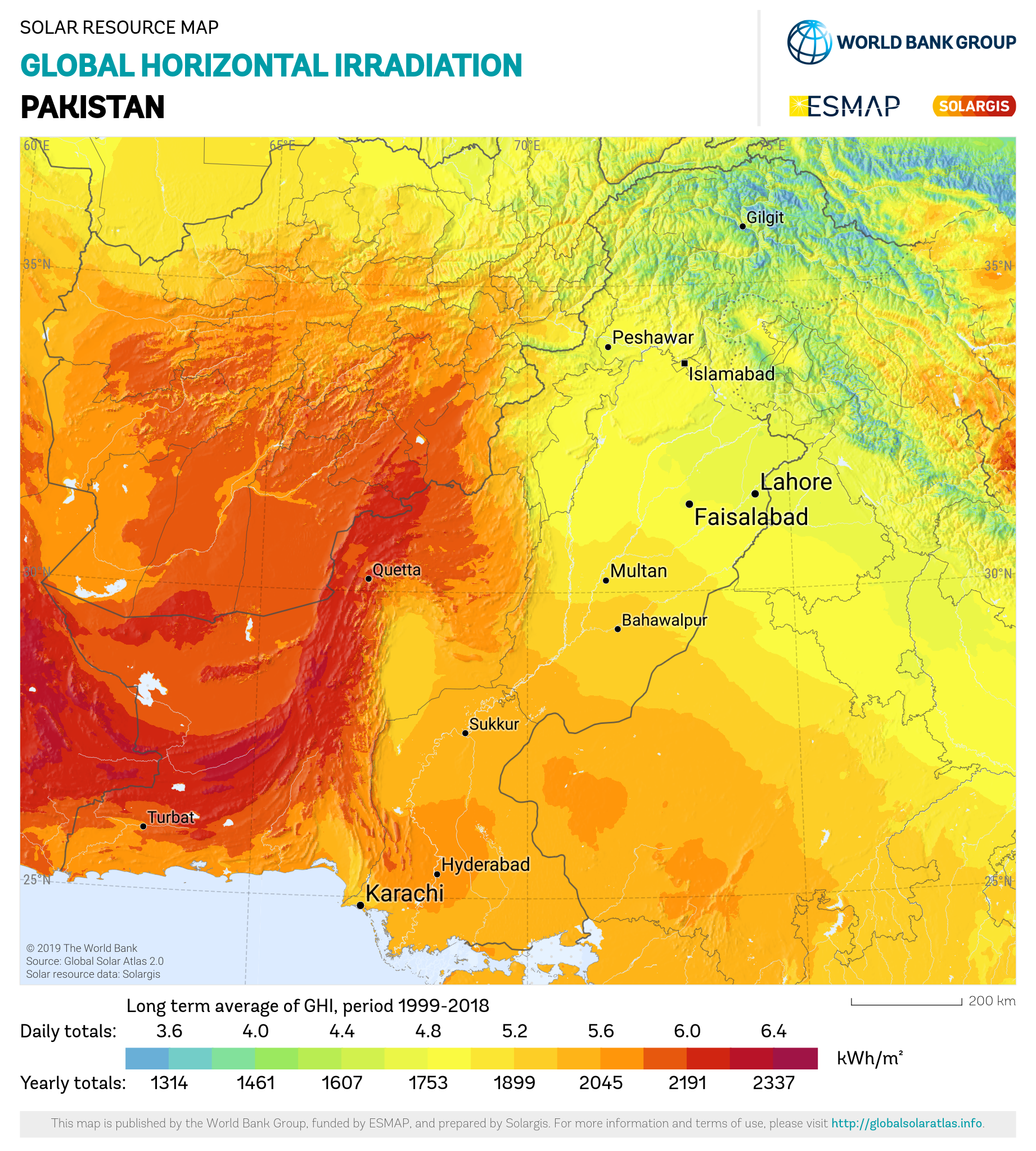
Ensolleimment annuel (Global Horizontal Irradiance).

Le climat du Pakistan diffère considérablement selon les régions, en raison des différences de latitude et du relief varié. 
Le climat est de type tropical au sud et subtropical au nord, avec des moussons. Il existe deux saisons : la saison sèche (de novembre à avril) et la saison humide (de mai à octobre).
Au sud, le Baloutchistan et une partie du Sind ont des climats désertiques ou semi-arides. Le reste du pays et là où vit la majorité de la population, connaît un climat humide avec une saison de mousson, qui s'étend de juin à septembre. Celle-ci produisit de catastrophiques inondations en 2010, ainsi qu'en 2022.

## Évènements extrêmes
Le Pakistan subit une forte sécheresse avec des précipitations très inférieures à la normale entre octobre 2020 et avril 2022, suivie à partir de juin 2022 d'inondation de grandes envergures : en trois mois, plus de 1 200 personnes et au moins 730 000 têtes de bétail sont mortes noyées, 1,8 million d'hectares de terres agricoles ont été perdus et 50 millions de personnes ont dû fuir leur maison. Le Pakistan est peu préparé face au changement climatique. Sa population, fragilisée par la pauvreté et des inégalités considérables, est particulièrement exposée aux aléas climatiques, et les autorités, embourbées dans des crises politiques à répétition, ne sont pas encore parvenus à mettre en place des stratégies de prévention et de gestion des risques efficaces.

## Baloutchistan

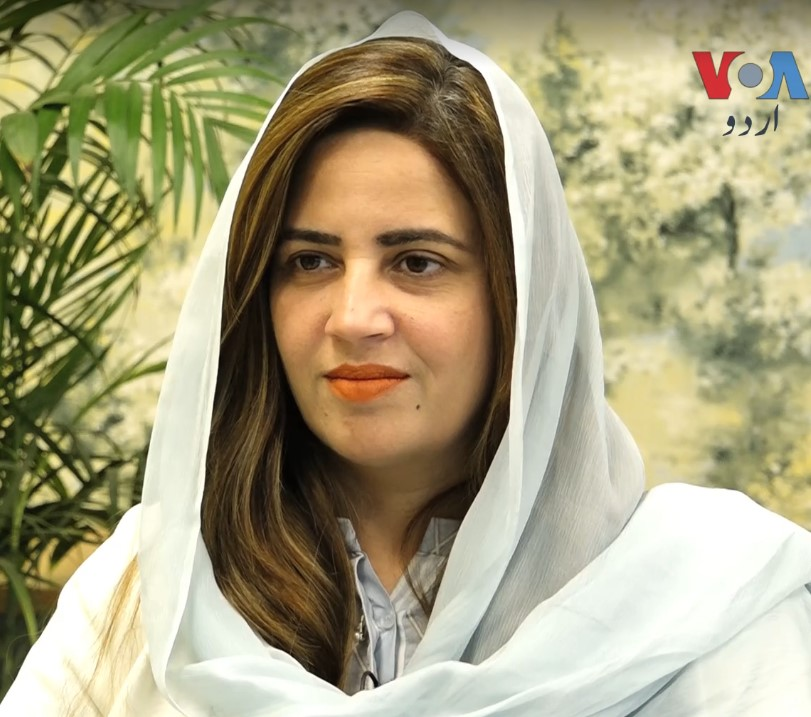
La ministre du Changement climatique, Zartaj Gul.

Le climat du Baloutchistan est aride, très chaud et sec en été et doux en hiver.

## Pendjab
La plupart de la province du Pendjab a un climat de mousson. L'hiver est doux et pluvieux, la température commence à augmenter vers février-mars et le printemps continue jusqu'en avril. La mousson frappe normalement la province aux alentours de mai. Cependant, depuis les années 1970, le climat est devenu de plus en plus irrégulier. Les mois de juin et juillet sont particulièrement chauds et secs, avec des températures montant parfois autour de 50 °C. La chaleur persiste jusqu'en octobre, mais est ponctuée par des pluies à partir d'août. Une partie minoritaire de la province connait un climat aride.

## Sind
Le climat de la province du Sind est varié, semi-aride dans les régions désertiques, dans le nord et à l'est, et surtout subtropical dans le centre. L'été est particulièrement chaud, avec des températures souvent supérieures à 40 degrés Celsius de mai à août, et des moussons en juillet et août. L'hiver est relativement doux et sec, avec des températures pouvant occasionnellement être négatives en décembre et janvier. Les records de températures à l'échelle nationale sont souvent enregistrés dans la province, le record étant détenu par Mohenjo-daro dans le district de Larkana avec 53,5 degrés Celsius le 26 mai 2010.

### Karachi
Karachi se trouve au nord ouest du delta de l'Indus mais de nombreuses autres rivières traversent la ville. Les alentours de Karachi sont relativement plats même s'il y a quelques collines aux frontières de la ville vers l'intérieur du pays. La partie sud de la ville s'étend le long de la côte de l'Océan Indien et abrite de nombreuses plages. Karachi bénéficie d'un climat chaud et côtier.
Karachi vit sous un climat désertique chaud (BWh d'après la classification de Köppen). Seuls les mois de juillet et août ont une pluviométrie conséquente. Les étés sont torrides, les hivers sont très doux.
D'après la classification de Köppen : plus de 70 % des précipitations tombent en été (avril à septembre).
| Mois                              | jan. | fév. | mars | avril | mai  | juin | jui. | août | sep. | oct. | nov. | déc. | année |
| --------------------------------- | ---- | ---- | ---- | ----- | ---- | ---- | ---- | ---- | ---- | ---- | ---- | ---- | ----- |
| Température minimale moyenne (°C) | 14,1 | 15,9 | 20,3 | 23,7  | 26,1 | 27,9 | 27,4 | 26,2 | 25,3 | 23,5 | 20   | 15,7 | 22,18 |
| Température moyenne (°C)          | 19,9 | 21,1 | 24,5 | 27,2  | 29,2 | 30,7 | 29,8 | 28,5 | 28   | 27,5 | 25,2 | 21,5 | 26,09 |
| Température maximale moyenne (°C) | 25,6 | 26,4 | 28,8 | 30,6  | 32,3 | 33,3 | 32,2 | 30,8 | 30,7 | 31,6 | 30,5 | 27,3 | 30,01 |
| Précipitations (mm)               | 3,6  | 6,4  | 8,3  | 4,9   | 0    | 3,9  | 66,4 | 44,8 | 22,8 | 0,3  | 1,7  | 4,5  | 167,6 |

| Diagramme climatique                                  |             |             |             |           |             |              |              |              |             |           |             |
| J                                                     | F           | M           | A           | M         | J           | J            | A            | S            | O           | N         | D           |
| 25,614,13,6                                           | 26,415,96,4 | 28,820,38,3 | 30,623,74,9 | 32,326,10 | 33,327,93,9 | 32,227,466,4 | 30,826,244,8 | 30,725,322,8 | 31,623,50,3 | 30,5201,7 | 27,315,74,5 |
| Moyennes : • Temp. maxi et mini °C • Précipitation mm |             |             |             |           |             |              |              |              |             |           |             |

## Territoire fédéral d'Islamabad

### Islamabad
Le climat d'Islamabad est caractérisé par le phénomène de la mousson, caractérisée par de fortes précipitations, qui advient de juillet à septembre. Islamabad bénéficie d'un climat subtropical humide, classé comme Cwa selon la classification de Köppen.Les hivers sont doux et durent d'octobre à mars. Les mois les plus chauds sont mai juin et juillet avec des températures maximales moyennes qui peuvent atteindre 38 °C.
| Mois                              | jan. | fév. | mars | avril | mai | juin | jui. | août | sep. | oct. | nov. | déc. |
| --------------------------------- | ---- | ---- | ---- | ----- | --- | ---- | ---- | ---- | ---- | ---- | ---- | ---- |
| Température minimale moyenne (°C) | 2    | 6    | 10   | 15    | 21  | 25   | 25   | 24   | 21   | 15   | 9    | 3    |
| Température maximale moyenne (°C) | 16   | 19   | 24   | 31    | 37  | 40   | 36   | 34   | 34   | 32   | 28   | 20   |
| Précipitations (mm)               | 64   | 64   | 81   | 42    | 23  | 55   | 233  | 258  | 85   | 21   | 12   | 23   |
| Humidité relative (%)             | 44   | 46   | 37   | 26    | 19  | 23   | 45   | 54   | 44   | 29   | 26   | 39   |

| Diagramme climatique                                  |       |        |        |        |        |         |         |        |        |       |       |
| J                                                     | F     | M      | A      | M      | J      | J       | A       | S      | O      | N     | D     |
| 16264                                                 | 19664 | 241081 | 311542 | 372123 | 402555 | 3625233 | 3424258 | 342185 | 321521 | 28912 | 20323 |
| Moyennes : • Temp. maxi et mini °C • Précipitation mm |       |        |        |        |        |         |         |        |        |       |       |

## Azad Cachemire
Le sud de l'Azad Cachemire offre un été particulièrement chaud et un hiver doux. À l'inverse, le centre et le nord sont bien plus élevés et présentent donc des étés doux et des hivers très froids et enneigés. Des moussons touchent la région durant l'été et les inondations sont fréquentes.

## Gilgit-Baltistan
Le climat du Gilgit-Baltistan varie beaucoup selon les différentes zones du Gilgit-Baltistan. Le centre et le sud, c'est-à-dire là où l'altitude est la plus basse, sont chauds en été et froids en hiver. Les régions très élevées du nord et de l'est sont froides toute l'année, avec de nombreuses neiges éternelles ; les conditions de vie y sont particulièrement hostiles.